# 丹比廃寺跡

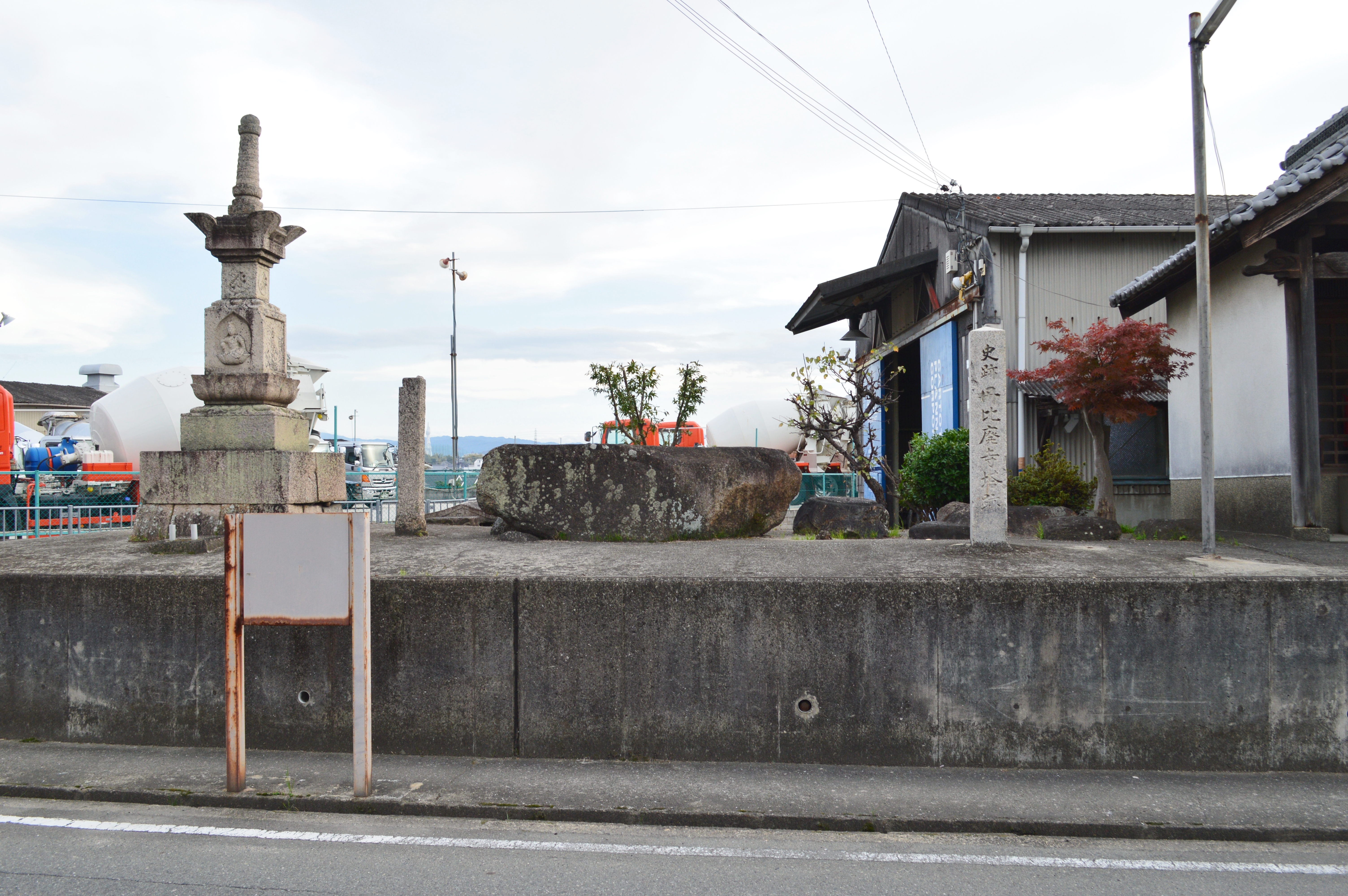
丹比廃寺塔跡

丹比廃寺跡（たんぴはいじあと、徳泉寺跡）は、大阪府堺市美原区多治井にある古代寺院跡。塔跡は大阪府指定史跡に指定されている。

## 概要

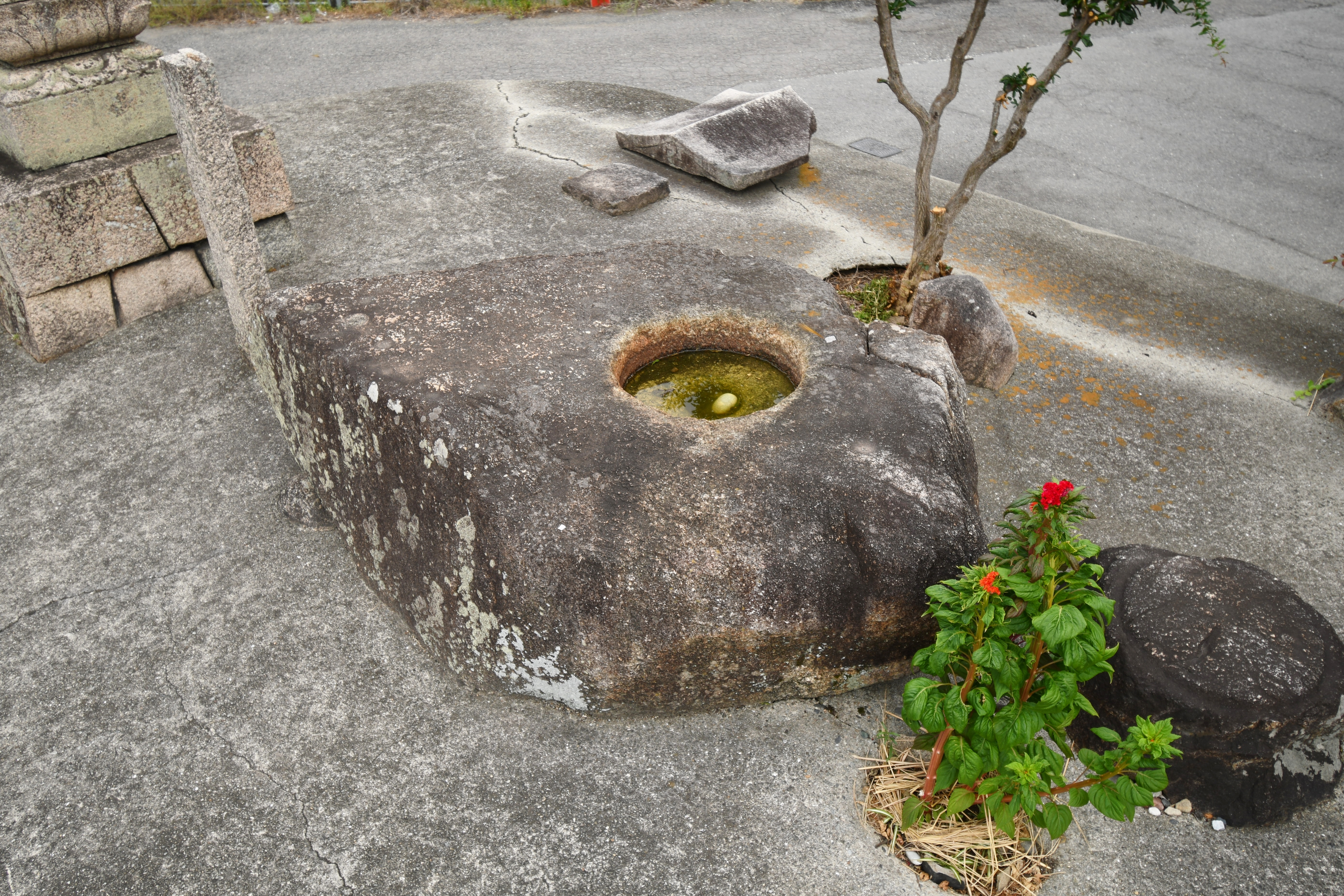
塔心礎

大阪府南東部、東除川西岸の中位段丘上に位置する。かつて弘仁年間（810-824年）に弘法大師によって「徳泉寺」という寺院があったと伝えられ、その後の調査によって弘仁年間よりも遡る時期の寺院の存在が確認されている。2008年（平成20年）に大阪府教育委員会による発掘調査が実施されている。
伽藍配置は不明。主要伽藍として版築を伴う塔基壇のみが確認されており、塔心礎が遺存する。出土瓦の様相によれば白鳳期の7世紀後半頃の創建と推定される。一帯は『新撰姓氏録』河内国神別に見える丹比連（丹比氏）の本貫地とされることから、丹比氏の氏寺としての創建と推定され、大阪府内では貴重な古代寺院遺構として重要視される。
塔跡域は2009年（平成21年）に大阪府指定史跡に指定されている。

## 歴史
創建は不詳。発掘調査によれば、白鳳期の7世紀後半頃の創建と推定される。弘仁年間（810-824年）には、弘法大師によって真言宗医王山徳泉寺が開創されたという。
正平年間（1346-1370年）、徳泉寺は楠木正行・細川顕氏による藤井寺合戦の際に焼失した。その後に再興されたが、天正年間（1573-1592年）に松永久秀が徳泉寺の伽藍破却のうえで徳泉寺城を築城し、それも松永久秀の敗退に伴い廃棄されたという。
江戸時代の天和年間（1681-1684年）に僧快円が徳泉寺を再興したというが、1939年（昭和14年）に焼失している。

## 文化財

### 大阪府指定文化財
- 史跡
  - 丹比廃寺塔跡 - 2009年（平成21年）1月16日指定[3]。

## 関連文献
（記事執筆に使用していない関連文献）
- 「丹比廃寺跡」『平成19年度下水管布設工事に伴う立会調査概要報告』堺市教育委員会、2009年。
- 「丹比廃寺跡」『平成26年度下水管布設工事に伴う立会調査概要報告』堺市教育委員会、2015年。